# Nassarius reeveanus
Nassarius reeveanus is een slakkensoort uit de familie van de Nassariidae. De wetenschappelijke naam van de soort is voor het eerst geldig gepubliceerd in 1847 door Dunker.

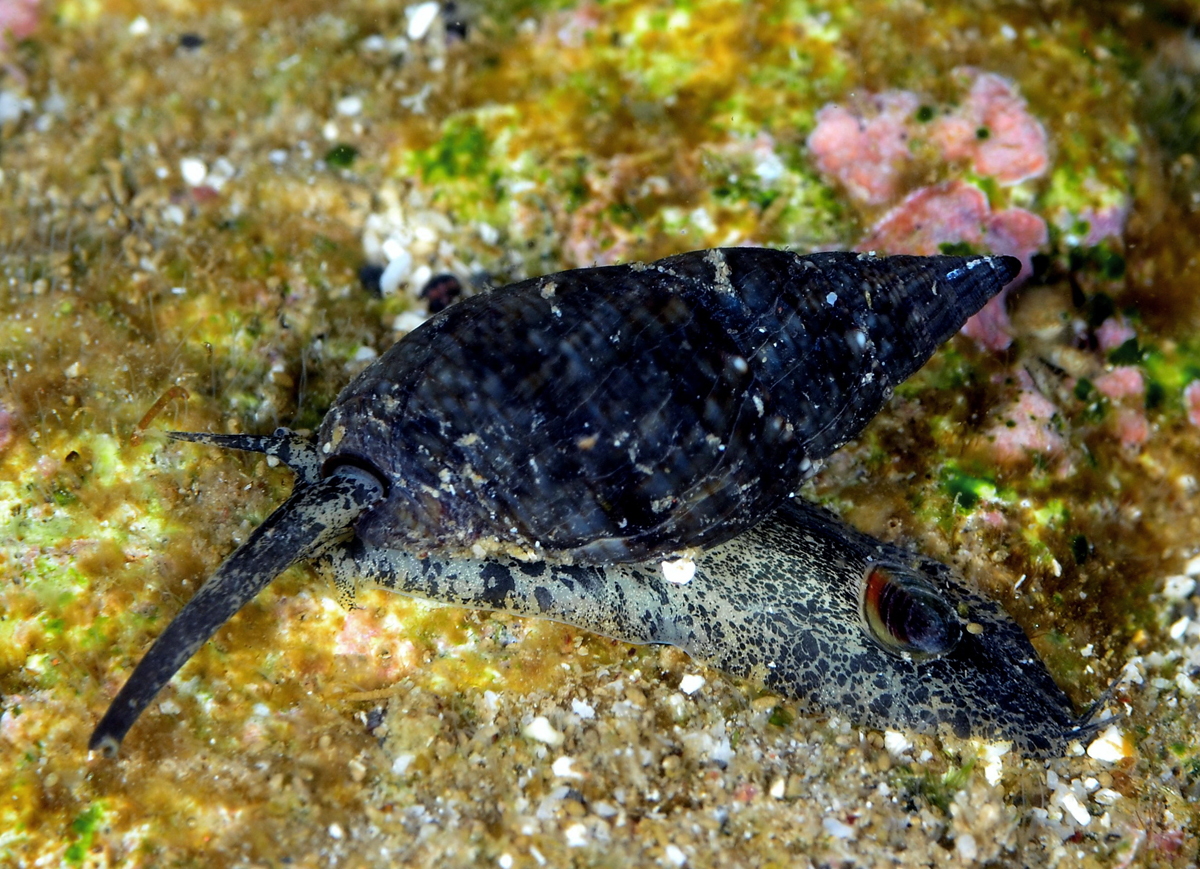
Een levend specimen van Nassarius reeveanus